# Йованова къща
Йовановата къща (на македонска литературна норма: Јованова куќа) е музейна сграда в град Тетово, Северна Македония, част от Музея на Тетовския край. Сградата е обявена за културно наследство на Северна Македония.

## Местоположение
Сградата е разположена в северната част на града, в квартал „Два бреста“ на улица „Гоце Делчев“ № 83 под Калето.

## История
Къщата е принадлежала на семейство Йовановци. В тази къща на 19 март 1943 година с решение на Централния комитет на Комунистическата партия на Югославия е образуван Централният комитет на Комунистическата партия на Македония (ЦК на КПМ). Сградата със своите прости и изчистени решения на фасадите, автентичен интериор има архитектурна и естетическа стойност, а в двора е изграден нов открит амфитеатър, където през лятното тримесечие редовно се провеждат различни културни мултимедийни проекти в сътрудничество с неправителствени организации в града.
На 6 април 1970 година сградата е обявена за паметник на културатао.